# Linkin Park Underground 4.0
Op 22 november 2004, het vierde jaar van de Linkin Park Underground, werd het 4e pakket voor de leden van de Linkin Park Underground uitgebracht. Het bevatte een exclusieve cd met zes nummers erop, genaamd Linkin Park Underground 4.0 of de LPU 4.0. Ook bevatte de cd enhanced content. Deze ep is niet te koop in de winkels.

## Tracklist
1. "Sold My Soul to Yo Mama" – 1:58
2. "Breaking the Habit" (live) – 5:35
3. "Standing in the Middle" – 3:22
4. "Step Up/Nobody's Listening/It's Goin' Down" (live) – 4:57
5. "Wish" (live) – 4:28
6. "One Step Closer" (met Jonathan Davis, live) – 3:57

## Enhanced content
- Wereldwijde undergroundvideo.
- "Figure .09" - Projekt Revolution Tour 2004.
- "Easier to Run" - lp Underground Tour 2003.
- Opnames van de newscaster.

## Band
| Lid                    | Functie                                |
| ---------------------- | -------------------------------------- |
| Chester Bennington     | Leadzanger, gitaar (4)                 |
| Rob Bourdon            | Drums                                  |
| Brad Delson            | Gitaar (2, 4-6)                        |
| Dave "Phoenix" Farrell | Bassist                                |
| Joseph Hahn            | Dj, scratching, sampling               |
| Mike Shinoda           | MC, keyboard (2), slaggitaar (1, 3, 5) |
| Kurtmasta Kurt         | MC (3)                                 |
| Jonathan Davis         | zang (6)                               |

## Medewerkers
- "Breaking the Habit" (live) – Geschreven door Mike Shinoda. "Breaking The Habit" verschijnt op Meteora.
- "Standing in the Middle" – Door Motion Man met Mike Shinoda. Geproduceerd door Kutmasta Kurt. Gemixt door Mike Shinoda. Gitaarrefrein gespeeld door Mike Shinoda. Motion Man verschijnt ten behoeve van Threshold Recordings, LLC.
- "Step Up/Nobody's Listening/It's Goin' Down" (live) – Opgenomen in de zomer van 2004. "Step Up" Geschreven door Mike Shinoda, Joe Hahn en Brad Delson. "Nobody's Listening" geschreven door Linkin Park. "It's Goin' Down" geschreven door Mike Shinoda en Joe Hahn. "Step Up" verschijnt op de ep Hybrid Theory. "Nobody's Listening" verschijnt op Meteora. "It's Goin' Down" verschijnt op The X-Ecutioners' album Built From Scratch.
- "Wish" (live) – Nine Inch Nails cover, live opgenomen tijdens Projekt Revolution 2004. Gemixt door Don Gilmore. Opgenomen door John van Eaton. Geassisteerd door Jason "Ruster" Ruggles. Production managing door Jim Digby. Geschreven door Trent Reznor.
- "One Step Closer" (met Jonathan Davis, live) – Opgenomen tijdens Projekt Revolution 2004. Gemixt door Don Gilmore. Opgenomen door John van Eaton. Geassisteerd Jason "Ruster" Ruggles. Production managing door Jim Digby. Geschreven door Linkin Park. "1Stp Klosr" Geschreven door Linkin Park en geremixt door the Humble Brothers. Jonathan Davis verschijnt ten behoeve van zichzelf. "One Step Closer" verschijnt op Hybrid Theory. "1Stp Klosr" verschijnt op Reanimation.

Emily Armstrong · Chester Bennington · Rob Bourdon · Colin Brittain · Brad Delson 
Dave Farrell · Joe Hahn · Scott Koziol · Mike Shinoda · Mark Wakefield